# Frederickus coylei
Espèce
Frederickus coylei est une espèce d'araignées aranéomorphes de la famille des Linyphiidae.

## Distribution
Cette espèce est endémique se rencontre aux États-Unis en Oregon, au Washington et en Alaska et au Canada en Colombie-Britannique,.

## Publication originale
- Paquin, Dupérré, Buckle & Crawford, 2008 : A new spider genus from North America: Frederickus (Araneae: Linyphiidae). Animal Biology, vol. 58, p. 91-112.